# Zaglyptus rufus
Zaglyptus rufus là một loài tò vò trong họ Ichneumonidae.